# Viburnum wardii
Viburnum wardii är en desmeknoppsväxtart som beskrevs av W. W. Smith. Viburnum wardii ingår i släktet olvonsläktet, och familjen desmeknoppsväxter. Inga underarter finns listade i Catalogue of Life.